# Высший пилотаж (фильм, 2005)
«Вы́сший пилота́ж» («Небесная высь») (англ. Sky High) — американская семейная фантастическая комедия 2005 года, снятая режиссёром Майком Митчелом. В центре сюжета находится Уилл Стронгхолд — обычный подросток из семьи супергероев, который собирается поступить в специальный колледж, где обучают людей с необычными способностями. Главные роли в фильме исполнили Майкл Ангарано, Даниэль Панабэйкер, Курт Рассел и Келли Престон.
Предпремьерный показ фильма состоялся в Голливуде, штат Калифорния, 24 июля 2005 года. В широкий прокат на территории США картина вышла 29 июля. В России премьера состоялась 29 сентября 2005 года. На производство картины было затрачено 35 миллионов долларов, а общемировые сборы составили более 86 миллионов долларов. Фильм был выпущен не только на DVD-носителе — 29 ноября 2005 года, но и в формате Blu-ray — 21 ноября 2006 года.
Теглайн фильма: «Saving The World… One Homework Assignment At A Time».

## Сюжет
Уилл Стронгохолд — обычный четырнадцатилетний подросток из необычной семьи супергероев под прикрытием агентов по недвижимости. Его родители «Командир» и «Стрела» — наиболее известные и популярные супергерои в мире, они намерены в будущем передать ему защиту мира и уйти на покой. Для этого Уилл сегодня должен поступить в специальную школу для супергероев, однако есть проблема: Уилл не обладает способностями, о чем в его семье не догадываются. Вместе с Уиллом в колледж поступает влюбленная в него соседка Лайла, обладающая силой природы. Школа «Высшего пилотажа» расположена на небесной базе, куда всех школьников первого курса доставляет летающий автобус. По прибытии они знакомятся с Гвен Грейсон, президентом ученического совета, в которую сразу же влюбляется Уилл. Все первокурсники под руководством тренера Бумера проходят «расстановку сил», деление на Героев и Напарников (Помощников). В число Напарников среди остальных попадает отказавшаяся демонстрировать силы Лайла и Уилл. Вечером он возвращается домой, и для разговора по душам «Командир» позволяет ему наконец-то войти в секретную комнату, где хранятся их трофеи, подключив его биометрию. Помощники посещают уроки под руководством мистера Боя, бывшего напарника «Командира», обучаясь использованию снаряжения, быстрым переодеваниям и т. д. Уилл приглашает друзей к себе домой и решается сказать отцу, что он Напарник. Его семья принимает и поддерживает его.
Уилл сталкивается с Войнамиром, чей отец суперзлодей находится в тюрьме из-за «Командора». Войнамир использует свои способности (метание огненных шаров) против Уилла, когда тот внезапно обнаруживает в себе суперсилу, как у отца. Уилла переводят в команду Героев, где он сближается с Гвен, обладающей способностями технопата (управление техникой мысленно), и отдаляется от друзей-напарников. Чтоб защитить их от издевательств старших героев, Уилл выигрывает в игре «Спаси горожанина», где его напарником становится Войнамир. Гвен приходит в дом Уилла чтоб помочь ему с обучением, из-за чего Уилл забывает об ужине с Лайлой, а после Гвен практически вынуждает Уилла сделать ей предложение вместе пойти на школьный бал и приглашает его родителей в качестве почетных гостей. В ресторанчике, где Лайла ждет его, она встречает Войнамира, работающего тут официантом. Войнамир предлагает ей не скрывать свои чувства, но когда на утро Уилл первым говорит ей, что идет с Гвен, девушка говорит в отместку, что собиралась пойти на бал с Войнамиром. Войнамир, желая досадить главному противнику, соглашается подыграть.
Уилл позволяет Гвен провести собрание комитета в своем доме, которое внезапно оборачивается вечеринкой. В поисках тихого места Уилл приглашает Гвен в тайную комнату, нарушая правило отца. Пока Гвен целует его, кто-то похищает «Умиротворитель» — аппарат с неизвестным предназначением, хранившийся в списке трофеев. Заметив забредшую на вечеринку Лайлу, Гвен лжет ей, что Уилл больше не хочет с ней общаться, но Уилл, поняв, что Гвен специально отстраняет его от друзей, рвет с ней. Уилл намерен все исправить, он отказывается от бала и пытается назначить Лайле встречу в том же кафе, где Войнамир объясняет, что все это было лишь ради ревности. «Командир» и «Стрела» отправляются на бал, оставляя Уилла одного. Он просматривает школьный альбом отца и находит там фото Гвен, держащей в руках тот же «Умиротворитель», теперь похищенный. На балу внезапно открывается, что Гвен — суперзлодей Дико Больно (англ. Royal Pain), с которым когда-то доводилось иметь дело «Командиру», а ее оружие «Умиротворитель» превращает супергероев в младенцев. Когда-то Гвен звали Сью и она училась вместе с «Командиром», но тогда никто не признавал технопатов Героями, из-за чего она так хотела отомстить. Ее оружие взорвалось в ее руках, превратив ее во младенца, и ей заново пришлось повзрослеть. Вызвав водителя автобуса, Уилл тоже прибывает в школу. Он извиняется перед друзьями и, объединив силы, они противостоят Гвен и ее сторонникам. Лайла узнает, что Гвен испортила антигравитационную платформу и школа скоро рухнет — но Маджента, способная превращаться в морскую свинку, вовремя перегрызает провод. Гвен выбрасывает Уилла за окно, но он не падает, открыв в себе силу «Стрелы». Переконфигурировав «Умиротворитель», всем пострадавшим возвращают их привычный вид. «Командир» и «Стрела» вручают предназначавшийся им приз помощникам, которых называют полноценными героями. Отправив всех виновных в карцер, сдерживающий их способности, герои возвращаются на бал.

## В ролях
| Актёр                      | Роль                                |
| -------------------------- | ----------------------------------- |
| Майкл Ангарано             | Уилл Стронгхолд                     |
| Даниэль Панабэйкер         | Лейла Уильямс                       |
| Курт Рассел                | Стив Стронгхолд / «Командор»        |
| Келли Престон              | Джози Стронгхолд / «Стрела»         |
| Мэри Элизабет Уинстэд      | Гвен Грейсон                        |
| Стивен Стрейт              | Уоррен Пис (Войнамир)               |
| Ди Джей Дэниелс            | Итан                                |
| Келли Виц                  | Маджента (Фуксия)                   |
| Николас Браун              | Зак                                 |
| Малика Хакк / Хадиджа Хакк | Пенни                               |
| Джейк Сандвиг              | Хлыст                               |
| Уилл Харрис                | Миг                                 |
| Линда Картер               | директор Пауэрс (миссис Могущество) |
| Брюс Кэмпбелл              | тренер Бумер                        |
| Кевин Хеффернан            | Рон Уилсон                          |
| Клорис Личмен              | медсестра Склянка                   |
| Джим Раш                   | мистер Грейсон                      |
| Дэйв Фоли                  | мистер Бой                          |
| Кевин Макдональд           | мистер Башка                        |
| Патрик Уорбертон           | Дик Больна (озвучивание)            |

## Критика и кассовые сборы
«Высший пилотаж» получил в целом положительные отзывы. На Rotten Tomatoes, фильм получил рейтинг 73 % положительных отзывов на основе 127 рецензий со средним рейтингом 6,6 из 10. Критический консенсус сайта гласил: «Этот высокоэффективный супергеройский фильм — умеренно интересный и дружелюбный к семьям».
Коммерчески фильм был успешным: по расчетному бюджету 35 миллионов долларов, он заработал чуть меньше 64 миллионов долларов США только в америке и ещё 22 миллиона долларов в остальном мире, в результате чего общая сумма составила чуть более 86 миллионов долларов.

## Саундтрек
1. Bowling for Soup — «I Melt with You»
2. They Might Be Giants — «Through Being Cool»
3. Flashlight Brown — «Save It for Later»
4. Christian Burns — «Everybody Wants to Rule the World»
5. Steven Strait — «One Thing Leads to Another»
6. The Click Five — «Lies»
7. Vitamin C — «Voices Carry»
8. Elefant — «Please, Please, Please Let Me Get What I Want»
9. Cary Brothers — «True»
10. Caleigh Peters — «Just What I Needed»
11. Ginger Sling — «Can’t Stop the World»
12. Keaton Simons — «And She Was»
13. Skindred — «Twist and Crawl»

## Отменённое продолжение и сериал
В ноябре 2016 года было объявлено, что Disney разрабатывает продолжение «Высшего пилотажа», и что фильм находится на ранних стадиях развития. В январе 2019 года Майк Митчелл сообщил о более ранних планах по созданию франшизы, но из-за кассовых сборов фильма ничего не произошло. Продолжение фильма должно было называться «Спасение У» (как в «Спасите университет»), и в нём были бы персонажи, окончившие среднюю школу и поступившие в колледж. Также были планы снять сериал. Все, кроме Курта Рассела и Келли Престон, подписались на возвращение, а вот по сериалам новых разработок нет.